# Иван Владимиров
Иван Владимиров Иванов е български юрист, учен и университетски преподавател. Професор е по международно право.

## Биография
Иван Владимиров Иванов е роден на 27 октомври 1927 г. в с. Джулюница, обл. Велико Търново . Средното си образование завършва в Класическия отдел на Търновската мъжка гимназия. В периода 1945 – 1949 г. се дипломира в специалност право в Юридическия факултет на Софийския университет. Това е последният випуск, който изучава дисциплината Търговско право при проф. Константин Кацаров, преди окончателно да бъде забранена от установяващата се в страната Комунистическа власт. В периода 1953 – 1967 г. е консултант в Министерството на транспорта и съобщенията. Първото си международно признание, проф. Владимиров получава през 1969 г., когато е призован като юридически консултант по установяване на приложимия закон по международен казус, свързан с италианска компания.
През 1972 г. специализира в Лондонския университет – Институт за напреднали правни учения и морско право, а 1966 г. придобива научна степен доктор в Университета в Санкт Петербург, след което постъпва като преподавател по Международно право в УНСС.
Избран е за професор през 1988 г. в катедра „Правни науки“ към УНСС, на която е и ръководител в периода 1988 – 1992. Чете лекции по международно частно право, международно публично право, търговско право, международен търговски арбитраж, дипломатическо и консулско право, право на международния транспорт, транспортно право, международно търговско право. Съветник-юрист е в Министерския съвет 1971 – 1996. Председател е на българската асоциация по морско право – член на международния морски комитет – Анверс.
Проф. Владимиров взема голямо участие в работните групи по подготовката на Кодекса на търговското корабоплаване, Закона за международния търговски арбитраж, първия Закон за защита на конкуренцията, Търговския закон и други. Участва в българските делегации за подготовка на Международната конвенция за спътникова система за морски свръзки, Конвенцията за международния превоз на товари изцяло или частично по море, и др.
Владее английски, немски, френски и руски език.
Почива на 20 декември 2019 г. 

## Научна дейност
Автор е на 12 монографии, 5 учебника, няколко студии и десетки статии в областта на търговското и международното право. Много от тях са с фундаментално значение за правните отрасли.

## Други
На 27 октомври 2017 г. се организира Международна научна конференция в чест на проф. Иван Владимиров и неговата 90-годишнина. Събитието се организира от Юридическият факултет при Университета за национално и световно стопанство.